# Negociações de paz na invasão da Ucrânia pela Rússia de 2022

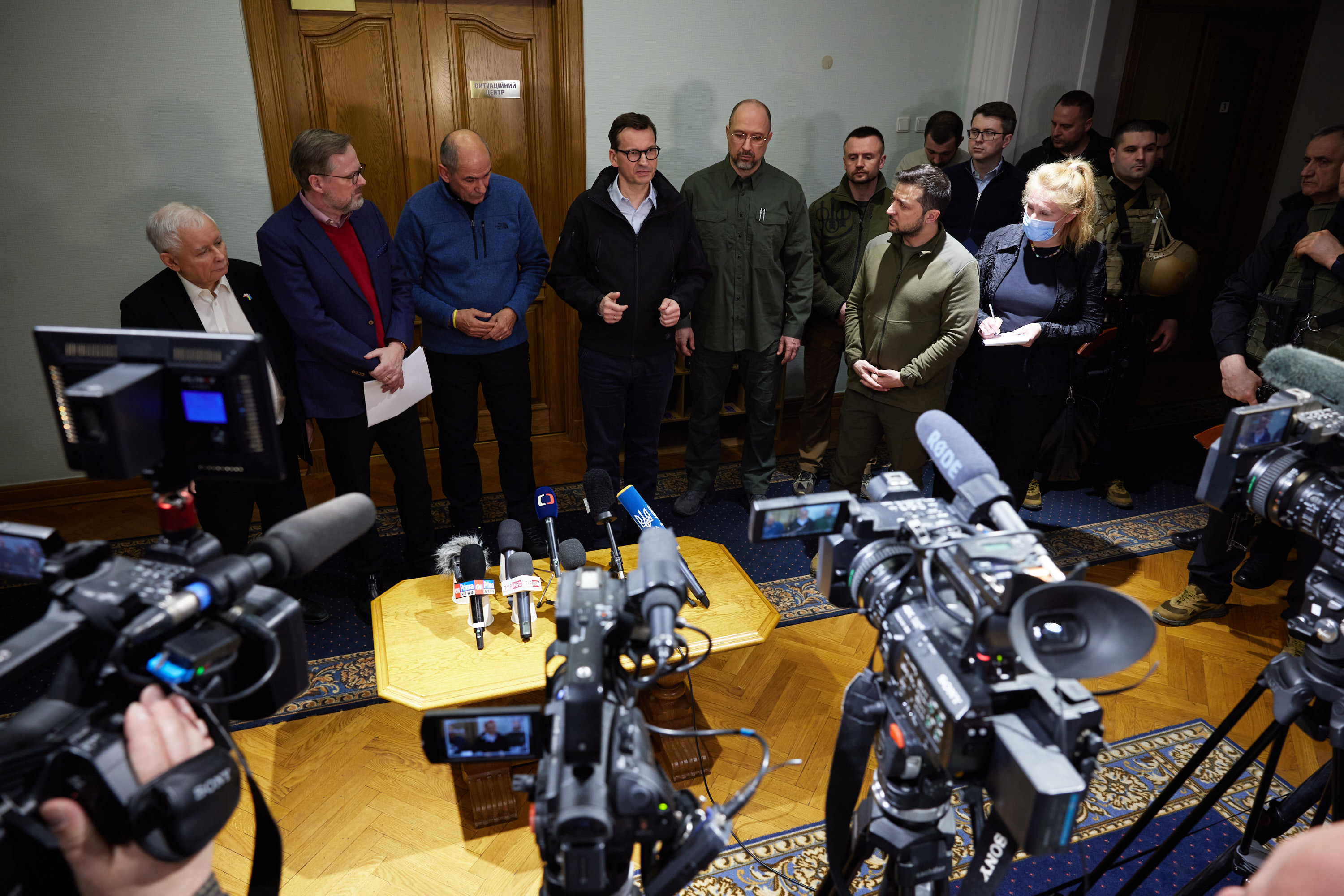
Na primeira delegação governamental à Ucrânia desde o início da invasão, os primeiros-ministros da Polônia, República Tcheca e Eslovênia se reuniram com Zelensky em Kiev em 15 de março de 2022

Houve várias rodadas de negociações de paz para interromper a invasão da Ucrânia pela Rússia em 2022 e encerrar a Guerra Russo-Ucraniana em um armistício. A primeira reunião foi realizada quatro dias após o início da invasão, em 28 de fevereiro de 2022, na Bielorrússia. Ela terminou sem resultado, com as delegações de ambos os lados retornando às suas capitais para consultas. A segunda e terceira rodadas de negociações ocorreram em 3 e 7 de março de 2022, na fronteira entre Bielorrússia e Ucrânia, em um local não divulgado na região de Gomel, Bielorrússia. A quarta e quinta rodadas de negociações foram realizadas, respectivamente, em 10 e 14 de março, em Antália, Turquia.
As negociações de paz e a estabilidade das fronteiras internacionais foram discutidas ainda mais no parlamento ucraniano durante a semana de 9 de maio. Após a contraofensiva ucraniana no leste em 2022, a Rússia renovou os apelos por negociações de paz. Os líderes ucranianos se recusaram a reabrir o diálogo, alegando que o governo russo não estava verdadeiramente comprometido com a paz e estava apenas ganhando tempo enquanto suas forças se reagrupavam.

## Antecedentes
Em 24 de fevereiro de 2022, o presidente russo Vladimir Putin anunciou o início de uma "operação militar especial" no leste da Ucrânia. Milhares de tropas russas entraram posteriormente na Ucrânia e começaram a mirar infraestruturas militares e civis ucranianas com ataques de artilharia. No início da invasão, Putin rejeitou um acordo de paz provisório proposto pelo vice-chefe de gabinete do Kremlin, Dmitry Kozak, que teria encerrado as hostilidades em troca de garantias de que a Ucrânia não se juntaria à Organização do Tratado do Atlântico Norte (OTAN).
Durante uma conversa entre o presidente ucraniano Volodymyr Zelensky e o presidente bielorrusso Alexander Lukashenko em 27 de fevereiro, foi acordado que uma delegação ucraniana se encontraria com autoridades russas na fronteira bielorrussa, perto do rio Pripiate, sem pré-condições. Foi relatado que Lukashenko garantiu a Zelensky que todos os aviões, helicópteros e mísseis no território bielorrusso permaneceriam no solo durante as negociações.
Até 16 de março, Mykhailo Podoliak foi designado como o principal negociador da delegação de paz ucraniana, que indicou que as negociações de paz envolveriam um plano de 15 pontos, incluindo a retirada das forças russas de suas posições avançadas na Ucrânia, juntamente com garantias internacionais de apoio militar e aliança em caso de nova ação militar russa, em troca da Ucrânia não buscar uma maior afiliação com a OTAN.

## Negociações

### Primeira fase da invasão (24 de fevereiro a 7 de abril de 2022)

#### Primeira rodada (28 de fevereiro)
A primeira rodada de negociações começou em 28 de fevereiro, perto da fronteira bielorrussa. O escritório do presidente ucraniano afirmou que os principais objetivos eram pedir um cessar-fogo imediato e a retirada das tropas russas da Ucrânia. A rodada terminou sem acordos imediatos.

#### Segunda rodada (3 de março)
Em 3 de março, teve início a segunda rodada de negociações de paz. Ambos os lados concordaram em abrir corredores humanitários para a evacuação de civis. As exigências da Rússia eram o reconhecimento da Crimeia ocupada pela Rússia pela Ucrânia, a independência das regiões separatistas de Lugansk e Donetsk, e a "desmilitarização" e "desnazificação". O ministro das Relações Exteriores da Ucrânia, Dmytro Kuleba, afirmou que, embora seu país estivesse pronto para retomar as negociações, as exigências da Rússia não haviam mudado.
Foi relatado em 28 de março que três membros da equipe de negociação ucraniana, incluindo o bilionário russo Roman Abramovich e o político ucraniano Rustem Umerov, estavam sofrendo de suspeita de envenenamento. Segundo o jornal independente Meduza, antes do suposto envenenamento, Umerov foi acusado pelo Kremlin e pela mídia estatal russa de ser um espião americano e de estar prolongando deliberadamente as negociações em vantagem para a Ucrânia. Umerov posteriormente escreveu no Facebook que estava "bem", pedindo às pessoas que não confiassem em "informações não verificadas".
Em 5 de março, Naftali Bennett voou para Moscou e realizou três horas de reuniões com Putin, depois voou para a Alemanha e se reuniu com o chanceler alemão Olaf Scholz. Bennett conversou antecipadamente com Zelensky, que havia pedido sua ajuda como mediador. Ele também coordenou com os Estados Unidos, França e Alemanha. De acordo com o Al Monitor, as reuniões foram instigadas por Scholz, que fez uma visita relâmpago a Israel em 3 de março e teve uma longa reunião individual, resultando na ideia de mediação. Bennett afirmou em 2023 que ambos os lados desejavam um cessar-fogo, as chances de o acordo ser mantido eram de 50-50 e que as potências ocidentais que apoiavam a Ucrânia haviam bloqueado o acordo. Mais tarde, ele expressou dúvidas sobre a desejabilidade de tal acordo.
Em 6 de março, o funcionário ucraniano Denis Kireev foi encontrado morto após ser acusado de cometer "traição" e trabalhar para a Rússia. Pouco mais de uma semana depois de participar da primeira rodada de negociações de paz entre Rússia e Ucrânia, imagens do corpo sem vida de Denis Kireev começaram a circular.

#### Terceira rodada (7 de março)
Uma terceira rodada de negociações começou em 7 de março, em meio aos combates e bombardeios em curso. Dmitry Peskov reiterou as exigências de Moscou, de que a Ucrânia deveria concordar em mudar sua constituição para consagrar a neutralidade, aceitar que a Crimeia era território russo e reconhecer Donetsk e Lugansk como estados independentes; ele afirmou que a Rússia estava pronta para interromper as operações militares "em um momento" se Kiev concordasse com essas condições. Embora ainda não tivesse sido alcançado um acordo, o negociador ucraniano e assessor do presidente, Mykhailo Podoliak, twittou que "houve algumas pequenas mudanças positivas em relação à logística dos corredores humanitários". No entanto, no dia anterior, um negociador ucraniano foi baleado em meio a alegações de espionagem para a Rússia.

#### Fórum Diplomático de Antália (10 de março)
Em 10 de março, o Ministro das Relações Exteriores da Rússia, Serguei Lavrov, e seu homólogo ucraniano, Dmytro Kuleba, se encontraram para conversas em Antália, na Turquia, com o Ministro das Relações Exteriores turco, Mevlüt Çavuşoğlu, como mediador, no primeiro contato de alto nível entre os dois lados desde o início da invasão. A Ucrânia havia tentado negociar um cessar-fogo de 24 horas para fornecer ajuda e evacuação a civis, especialmente em Mariupol. Após duas horas de conversas, nenhum acordo foi alcançado. Os ataques aéreos à cidade portuária continuaram.

#### Quarta rodada (14 a 17 de março)
A quarta rodada de negociações começou em 14 de março por meio de videoconferência. As conversas duraram algumas horas e terminaram sem avanços significativos. Os dois lados retomaram as conversas em 15 de março, após o que Volodymyr Zelensky descreveu as negociações como começando a parecer "mais realistas".
Os dois lados retomaram as conversas novamente em 16 de março. Mais tarde naquele dia, o Financial Times relatou que um plano de 15 pontos, discutido pela primeira vez em 14 de março e negociado com os russos, estava sendo identificado por Zelensky como mais realista para encerrar a guerra. Após o quarto dia de negociações em 17 de março, a Rússia afirmou que um acordo não havia sido alcançado. Após as negociações, o Ministro das Relações Exteriores francês, Jean-Yves Le Drian, alertou que a Rússia estava apenas "fingindo negociar", seguindo uma estratégia que ela já havia usado em outros lugares.
Em 20 de março, o Ministro das Relações Exteriores da Turquia, Mevlüt Çavuşoğlu, mediador das negociações, descreveu-as como "progredindo". Referindo-se ao seu papel como "um mediador e facilitador honesto", ele deu poucos detalhes adicionais.
Após seu discurso no parlamento israelense, Zelensky agradeceu ao primeiro-ministro israelense Naftali Bennett por seus esforços em incentivar as negociações de paz e sugeriu que elas poderiam ocorrer em Jerusalém.

#### Quinta rodada (21 de março)
A quinta rodada de negociações, em 21 de março, não conseguiu alcançar um avanço significativo. Zelensky pediu por negociações diretas com Putin para encerrar a guerra. Serguei Lavrov afirmou que as negociações diretas entre os dois presidentes só ocorreriam quando ambos os lados estivessem mais próximos de chegar a um acordo.

### Segunda fase da invasão (7 de abril a 5 de setembro)

#### Abril de 2022
De acordo com um relatório de maio do Ukrainska Pravda, o lado russo estava pronto para um encontro entre Zelensky e Putin, mas isso foi interrompido após a descoberta de crimes de guerra russos na Ucrânia e a visita surpresa em 9 de abril do primeiro-ministro britânico Boris Johnson, que disse a Zelensky "Putin é um criminoso de guerra, ele deve ser pressionado, não negociado" e que "mesmo que a Ucrânia esteja pronta para assinar alguns acordos de garantias com Putin, eles não estão". Três dias depois de Johnson deixar Kiev, Putin declarou publicamente que as negociações com a Ucrânia "tinham chegado a um impasse". Outros três dias depois, Roman Abramovich visitou Kiev na tentativa de retomar as negociações, mas foi rejeitado por Zelensky por ser uma parte não neutra. De acordo com Fiona Hill e Angela Stent, escrevendo na revista Foreign Affairs em setembro, autoridades dos EUA com quem conversaram disseram que Rússia e Ucrânia "pareciam ter chegado a um acordo preliminar sobre os contornos de um acordo de solução intermediária negociada", segundo o qual as forças russas se retirariam para a linha pré-invasão e a Ucrânia se comprometeria a não buscar ingressar na OTAN em troca de garantias de segurança de vários países. No entanto, em uma entrevista em julho à mídia estatal russa, o ministro das Relações Exteriores russo, Serguei Lavrov, afirmou que essa solução de compromisso não era mais uma opção, afirmando que nem mesmo o Donets era suficiente e que a "geografia havia mudado".
Em 7 de abril, o ministro das Relações Exteriores russo, Serguei Lavrov, afirmou que o acordo de paz elaborado pela Ucrânia e apresentado ao governo russo continha elementos "inaceitáveis". Lavrov disse que a proposta divergia dos termos acordados pelos negociadores. Mykhaylo Podolyak, negociador da Ucrânia, afirmou que os comentários de Lavrov eram uma tática para desviar a atenção das acusações de crimes de guerra contra as forças russas. Por fim, Lavrov declarou: "Apesar de todas as provocações, a delegação russa continuará o processo de negociação, pressionando por nosso próprio projeto de acordo que delineia claramente e integralmente nossas posições e exigências iniciais e principais".
Em 11 de abril, o Chanceler da Áustria, Karl Nehammer, visitou e conversou com Putin em Moscou em conversas "muito diretas, abertas e duras" que eram céticas em relação à resolução pacífica de curto prazo da invasão. Em 26 de abril, o Secretário-geral das Nações Unidas, António Guterres, visitou a Rússia com o propósito de se reunir separadamente com Putin e Lavrov, e após as reuniões, indicou ceticismo quanto a qualquer resolução de curto prazo das diferenças entre Rússia e Ucrânia, em grande parte devido às perspectivas muito diferentes adotadas atualmente por cada uma das duas nações sobre as circunstâncias da invasão.

#### Maio de 2022
Em maio de 2022, no início do mês, Lavrov afirmou que acreditava (admitindo que "poderia estar errado") que Hitler era parcialmente judeu; essa declaração causou indignação entre autoridades do governo de Israel. Em 5 de maio, Putin retratou-se e pediu desculpas ao primeiro-ministro de Israel pelos comentários de Lavrov, que foram aceitos durante as discussões com Putin sobre a Ucrânia. As negociações de paz e a estabilidade das fronteiras internacionais foram discutidas novamente no parlamento ucraniano durante a semana de 9 de maio. Na mesma semana, tanto a Suécia quanto a Finlândia solicitaram adesão plena à OTAN.
Em 13 de maio, o Secretário de Defesa dos Estados Unidos, Lloyd Austin, iniciou uma conversa telefônica com o Ministro da Defesa da Rússia, Serguei Choigu, o primeiro contato desde 18 de fevereiro, antes da invasão. A ligação durou cerca de uma hora, com Austin pedindo um cessar-fogo imediato.
Em 15 de maio, Putin convocou a Organização do Tratado de Segurança Coletiva, composta por Rússia, Cazaquistão, Quirguistão, Armênia, Tajiquistão e Bielorrússia, para discutir questões de paz e segurança nas fronteiras relacionadas à Ucrânia e à OTAN.
Em 22 de maio, durante uma visita ao Japão para discutir esforços de cooperação entre Japão e EUA para auxiliar em resoluções pacíficas para a invasão russa da Ucrânia, Joe Biden afirmou que os tratados atuais dos EUA com Taiwan previam o fornecimento de apoio militar direto a Taiwan em caso de pressão diplomática ou militar exercida pela China, em contraste com os limites de seu apoio financeiro à Ucrânia na resistência às operações militares russas.
Zelenskyy denunciou sugestões do ex-diplomata dos EUA Henry Kissinger de que a Ucrânia deveria ceder o controle da Crimeia e do Donbas à Rússia em troca da paz. Em 25 de maio, Zelenskyy afirmou que a Ucrânia não concordaria com a paz até que a Rússia concordasse em devolver a Crimeia e a região de Donets à Ucrânia. Zelensky enfatizou que "os ucranianos não estão prontos para abrir mão de sua terra, para aceitar que esses territórios pertencem à Rússia". Ele ressaltou que os ucranianos são donos da terra da Ucrânia.

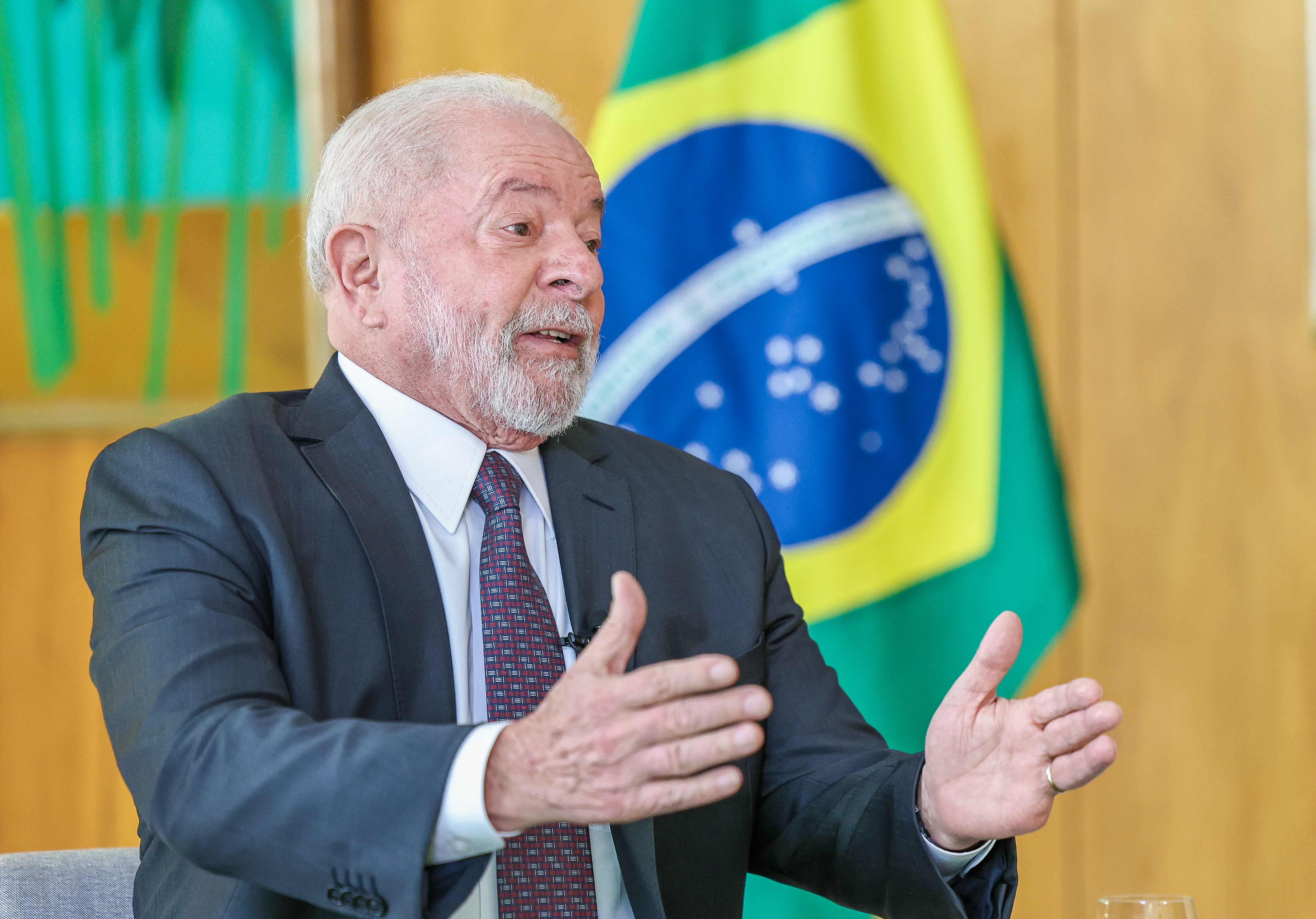
O presidente do Brasil, Luiz Inácio Lula da Silva, sugeriu em abril de 2023 que a Ucrânia deveria "abandonar a Crimeia" em troca de paz e da retirada da Rússia do território ucraniano ocupado após fevereiro de 2022

### Terceira fase da invasão (6 de setembro até o presente)

#### Setembro de 2022
Em setembro, a Reuters relatou que Dmitry Kozak havia chegado a um acordo com o lado ucraniano, com a declaração da Ucrânia de que não se juntaria à OTAN, o que foi apresentado como a principal preocupação da Rússia. No entanto, o acordo foi bloqueado por Putin, que "expandiu seus objetivos para incluir a anexação de partes do território ucraniano". No mesmo mês, a Ucrânia rejeitou um plano de paz proposto pelo México.
Em 21 de setembro, Zelensky discursou na Assembleia Geral da ONU com um vídeo gravado antecipadamente, apresentando cinco condições "inegociáveis" para uma "fórmula de paz", que incluía "punição justa" à Rússia por seus crimes cometidos contra a Ucrânia, proteção da vida por "todos os meios disponíveis permitidos pela Carta das Nações Unidas", restauração da segurança e integridade territorial, garantias de segurança de outros países e determinação da Ucrânia em continuar se defendendo. Em entrevista ao Bild, Zelensky afirmou que via pouca chance de realizar negociações com Putin a menos que a Rússia retirasse suas forças do território ucraniano. Após o anúncio de Putin sobre a anexação de quatro regiões do território ucraniano que haviam sido ocupadas durante a invasão, Zelensky anunciou que a Ucrânia não realizaria negociações de paz com a Rússia enquanto Putin fosse presidente.

#### Outubro de 2022
Após os ataques de mísseis em outubro de 2022 contra a Ucrânia, China e Índia, que haviam se abstido de condenar a Rússia na ONU, expressaram preocupação e pediram a redução das tensões e o diálogo. O presidente turco Erdogan expressou alguma esperança em uma resolução diplomática, afirmando que Putin "está agora mais aberto a possíveis negociações de paz" e que Kiev "não estava rejeitando tais negociações de paz". O governo russo anunciou que estava pronto para um diálogo renovado e que sempre esteve aberto a negociar o fim das hostilidades. A liderança ucraniana respondeu que não acreditava que a Rússia estivesse realmente comprometida com a paz e que estava apenas esperando ganhar tempo enquanto reconstruía suas capacidades militares para futuras ofensivas.
Em 3 de outubro de 2022, Elon Musk lançou uma proposta controversa no Twitter, argumentando que a Ucrânia deveria ceder permanentemente a Crimeia à Rússia, que teria assegurado seu suprimento de água proveniente da Ucrânia, e que a Ucrânia deveria abandonar sua tentativa de ingressar na OTAN. A proposta de quatro partes, publicada como uma enquete no Twitter, sugeriu novos referendos sob supervisão da ONU sobre a anexação dos territórios ocupados pela Rússia. A proposta foi bem recebida pelo governo russo e criticada pelo presidente ucraniano Volodymyr Zelensky como "pró-Rússia".

#### Novembro de 2022
Em um pronunciamento em vídeo em 7 de novembro, Zelensky estabeleceu condições para negociar com a Rússia: "Mais uma vez: restauração da integridade territorial, respeito à Carta da ONU, compensação por todas as perdas materiais causadas pela guerra, punição para cada criminoso de guerra e garantias de que isso não acontecerá novamente".
O presidente do Estado-Maior Conjunto dos Estados Unidos, Mark Milley, instou a Ucrânia e a Rússia a encontrarem uma "solução política", afirmando que a guerra na Ucrânia não pode ser vencida apenas por meios militares.

#### Dezembro de 2022
Em uma entrevista à Associated Press em dezembro de 2022, o ministro das Relações Exteriores da Ucrânia, Dmytro Kuleba, pediu uma cúpula de paz em fevereiro de 2023 na ONU, mediada pelo secretário-geral António Guterres. Ele afirmou que a Ucrânia só convidaria a Rússia se o país enfrentasse um tribunal internacional por crimes de guerra.
O porta-voz de Putin, Dmitry Peskov, afirmou que qualquer plano de paz só poderia prosseguir a partir do reconhecimento da Ucrânia da soberania da Rússia sobre as regiões anexadas da Ucrânia em setembro de 2022.
Em 28 de dezembro de 2022, o ministro das Relações Exteriores da Rússia, Serguei Lavrov, afirmou que as negociações de paz com a Ucrânia só seriam retomadas se a Ucrânia reconhecesse a soberania da Rússia sobre as regiões anexadas e parcialmente ocupadas.

#### Janeiro de 2023
Em janeiro de 2023, o porta-voz de Putin, Dmitry Peskov, afirmou que "atualmente não há perspectiva de meios diplomáticos para resolver a situação em torno da Ucrânia".

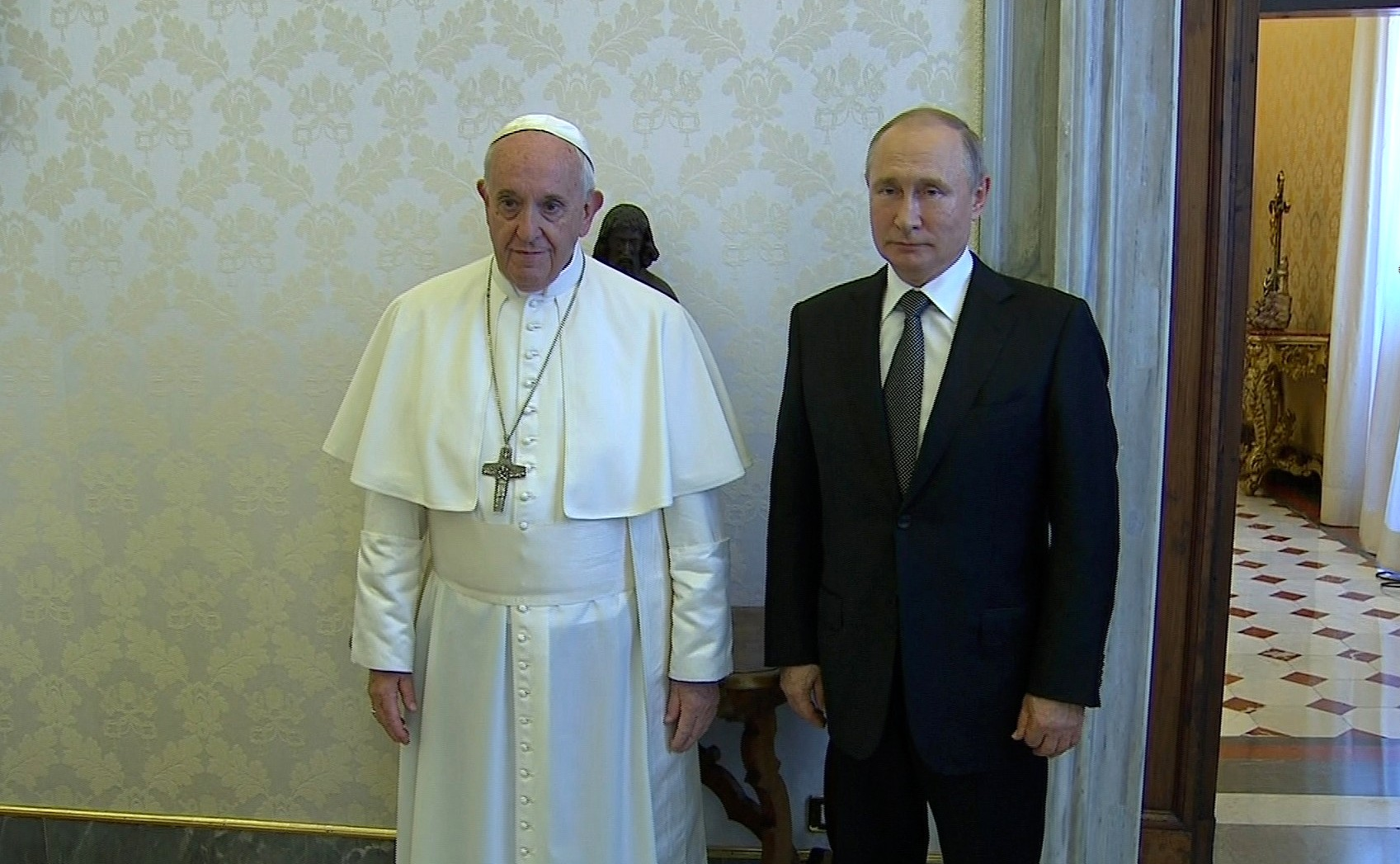
O Papa Francisco anunciou que o Vaticano está participando de uma "missão secreta de paz".

#### Março de 2023
Em 14 de março de 2023, Peskov disse: "Temos que alcançar nossos objetivos. No momento, isso só é possível por meios militares devido à posição atual do regime de Kiev".

#### Abril de 2023
Andrii Sybiha, vice-chefe do escritório de Zelensky, disse ao Financial Times: "Se conseguirmos alcançar nossos objetivos estratégicos no campo de batalha e quando estivermos na fronteira administrativa com a Crimeia, estamos prontos para abrir uma página diplomática para discutir essa questão".
Em abril de 2023, o presidente do Brasil, Luiz Inácio Lula da Silva, sugeriu que a Ucrânia deveria "abandonar a Crimeia" para acabar com a guerra, afirmando que Zelensky "não pode querer tudo". Lula condenou a violação da integridade territorial da Ucrânia pela Rússia e disse que a Rússia deveria se retirar do território ucraniano ocupado desde fevereiro de 2022, deixando assim a Crimeia e os territórios orientais da Ucrânia nas mãos da Rússia. Ele afirmou que o Brasil defende uma "solução política negociada para o conflito" e expressou "preocupação" com as "consequências globais" da guerra "em termos de segurança alimentar e energética, especialmente nas regiões mais pobres do planeta". A Ucrânia rejeitou sua proposta de abandonar a Crimeia em troca de paz.
Lula propôs a criação de um "clube da paz" composto por um grupo de países em desenvolvimento, incluindo Brasil e China, que tentaria negociar a paz na Ucrânia. O conselheiro de política externa de Lula, Celso Amorim, afirmou que "enquanto não houver diálogo, a paz ideal para ucranianos e russos não acontecerá. Deve haver concessões". Lula declarou após uma visita de Estado à China que "os Estados Unidos precisam parar de incentivar a guerra e começar a falar sobre paz". O porta-voz do Conselho de Segurança Nacional dos Estados Unidos, John Kirby, respondeu acusando Lula de "repetir a propaganda russa e chinesa", descrevendo seus comentários como "simplesmente equivocados" e "sugerindo que os Estados Unidos e a Europa não estão interessados na paz, ou que compartilhamos a responsabilidade pela guerra".
Em 30 de abril, o Papa Francisco anunciou que o Vaticano está participando de uma "missão secreta de paz" para tentar pôr fim à guerra entre a Rússia e a Ucrânia.

#### Maio de 2023
Em maio de 2023, o Secretário-geral da ONU, António Guterres, afirmou que as negociações de paz para encerrar a Guerra Russo-Ucraniana não eram "possíveis neste momento", dizendo que estava claro que Rússia e Ucrânia "estão totalmente envolvidas nessa guerra" e "estão convencidas de que podem vencer".

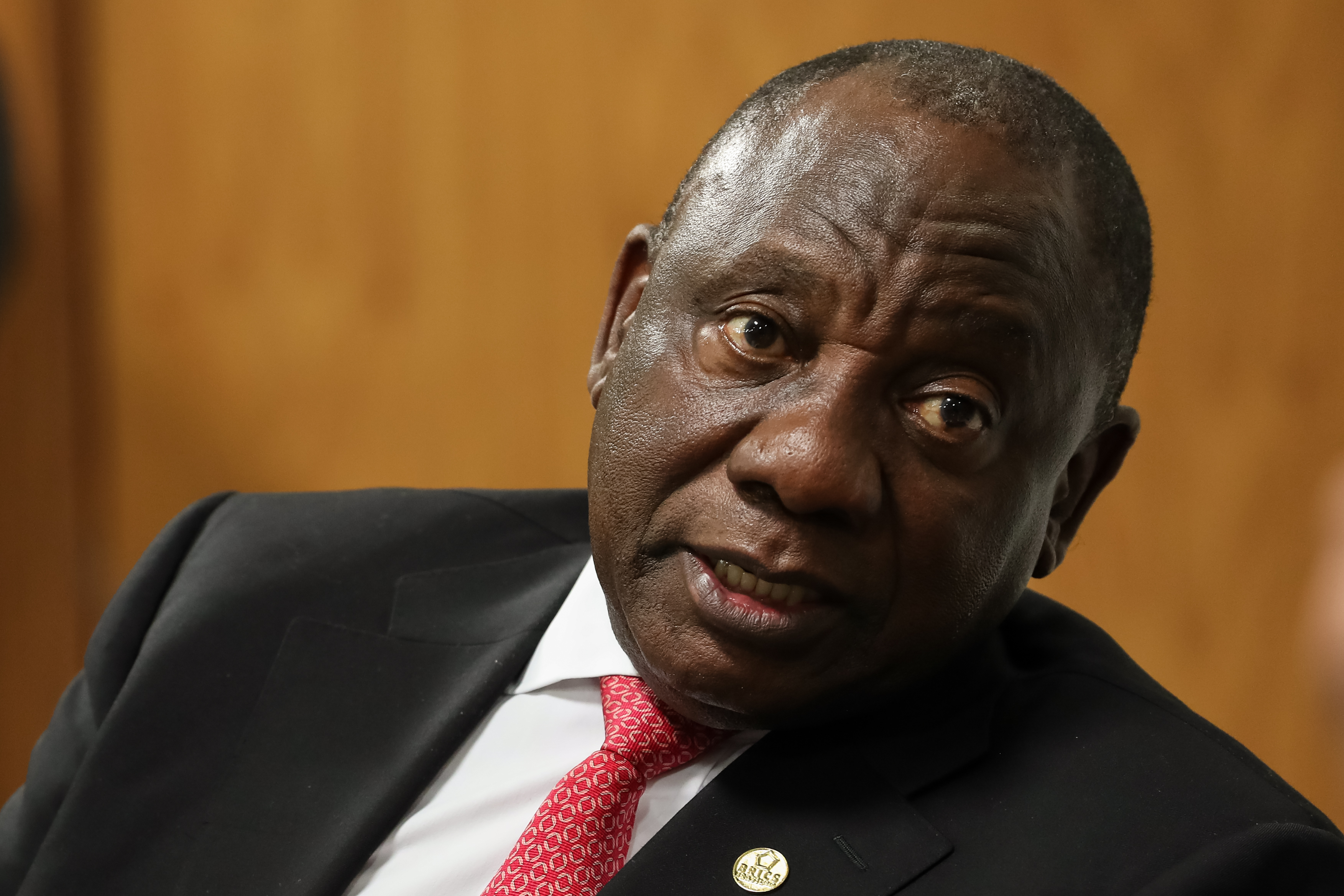
Em maio de 2023, o presidente da África do Sul, Cyril Ramaphosa, anunciou o plano de paz africano.

Em 16 de maio, o presidente da África do Sul, Cyril Ramaphosa, anunciou que os líderes dos países africanos criaram uma nova iniciativa para a paz na Ucrânia.
Em 22 de maio, o ministro das Relações Exteriores da Dinamarca, Lars Løkke Rasmussen, afirmou que o país estava disposto a sediar uma cúpula em julho de 2023 com o objetivo de "encontrar a paz entre Ucrânia e Rússia", acrescentando que "é necessário despertar interesse e envolvimento de países como Índia, Brasil e China".
Em 22 de maio, o presidente brasileiro, Lula da Silva, afirmou que os países do Sul global, incluindo Brasil, Índia, Indonésia e China, "desejam a paz", mas tanto Putin quanto Zelensky "estão convencidos de que vão vencer a guerra" e não querem falar sobre paz, então a guerra pode ser muito longa.

#### Junho de 2023
Em 3 de junho, o ministro da Defesa da Indonésia, Prabowo Subianto, propôs um plano de paz com vários pontos, incluindo um cessar-fogo e o estabelecimento de uma zona desmilitarizada observada e monitorada pelas Forças de manutenção da paz das Nações Unidas. Ele afirmou que um referendo da ONU deveria ser realizado "para determinar objetivamente os desejos da maioria dos habitantes das várias áreas em disputa". A proposta de Prabowo foi criticada pelo chefe de política externa da União Europeia, Josep Borrell.
O Ministro da Defesa da Ucrânia, Oleksii Reznikov, afirmou que os planos de paz apresentados pela China, Brasil e Indonésia são tentativas de mediação em nome da Rússia, dizendo que "todos eles atualmente querem ser mediadores a favor da Rússia. É por isso que esse tipo de mediação atualmente não nos convém, porque eles não são imparciais". Reznikov afirmou que a Ucrânia está disposta a aceitar a China como mediadora para negociações de paz entre Rússia e Ucrânia somente se Pequim conseguir convencer a Rússia a se retirar de todos os territórios que ocupou na Ucrânia.
Em junho, uma delegação da África, incluindo representantes da África do Sul, Egito, Senegal, República do Congo, Comores, Zâmbia e Uganda, visitou a Ucrânia e a Rússia para pedir paz. Tanto a Rússia quanto a Ucrânia receberam bem a missão dos líderes africanos, mas o ministro das Relações Exteriores da Ucrânia, Dmytro Kuleba, alertou que "qualquer iniciativa de paz deve respeitar a integridade territorial da Ucrânia, não deve implicar, mesmo nas entrelinhas, qualquer cessão de território ucraniano para a Rússia. Em segundo lugar, qualquer plano de paz não deve levar ao congelamento do conflito". Após uma reunião com os líderes africanos em Kiev, o presidente ucraniano, Volodymyr Zelenskiy, afirmou que as negociações de paz com a Rússia só seriam possíveis após a retirada das forças russas de todo o território ocupado. A delegação africana estava em Kiev durante o ataque de mísseis da Rússia à cidade.
Em 17 de junho, o presidente da África do Sul, Cyril Ramaphosa, e outros líderes africanos encontraram-se com o presidente russo Vladimir Putin em São Petersburgo. Ramaphosa disse a Putin que a guerra precisa acabar, mas Putin rejeitou o plano de paz da delegação baseado na aceitação das fronteiras internacionalmente reconhecidas da Ucrânia.

#### Proposta de paz chinesa
Em um discurso na 59.ª Conferência de Segurança de Munique, o chefe de política externa chinês e membro do Politburo do Partido Comunista Chinês, Wang Yi, afirmou que o secretário-geral do Partido Comunista Chinês, Xi Jinping, apresentaria uma "proposta de paz" para resolver o que ele descreveu como o "conflito" entre Moscou e Kiev.
Na Assembleia Geral da ONU, em comemoração ao aniversário da invasão, o vice-embaixador chinês propôs o plano da China, que inclui um cessar-fogo, diálogo, garantias de segurança para a Rússia, proteção de civis e a defesa da integridade territorial, ao mesmo tempo em que insistia que o Ocidente estava exacerbando a situação ao enviar armas para a Ucrânia. Em 24 de fevereiro, o Ministério das Relações Exteriores da China publicou em seu site um documento de posicionamento em 12 pontos intitulado "Posição da China sobre o Acordo Político da Crise na Ucrânia", recebendo respostas mistas dos líderes ocidentais. O presidente Zelensky afirmou: "Planejo me encontrar com Xi Jinping e acredito que isso será benéfico para nossos países e para a segurança no mundo", embora ainda não tenha sido definido local e hora para tal encontro.

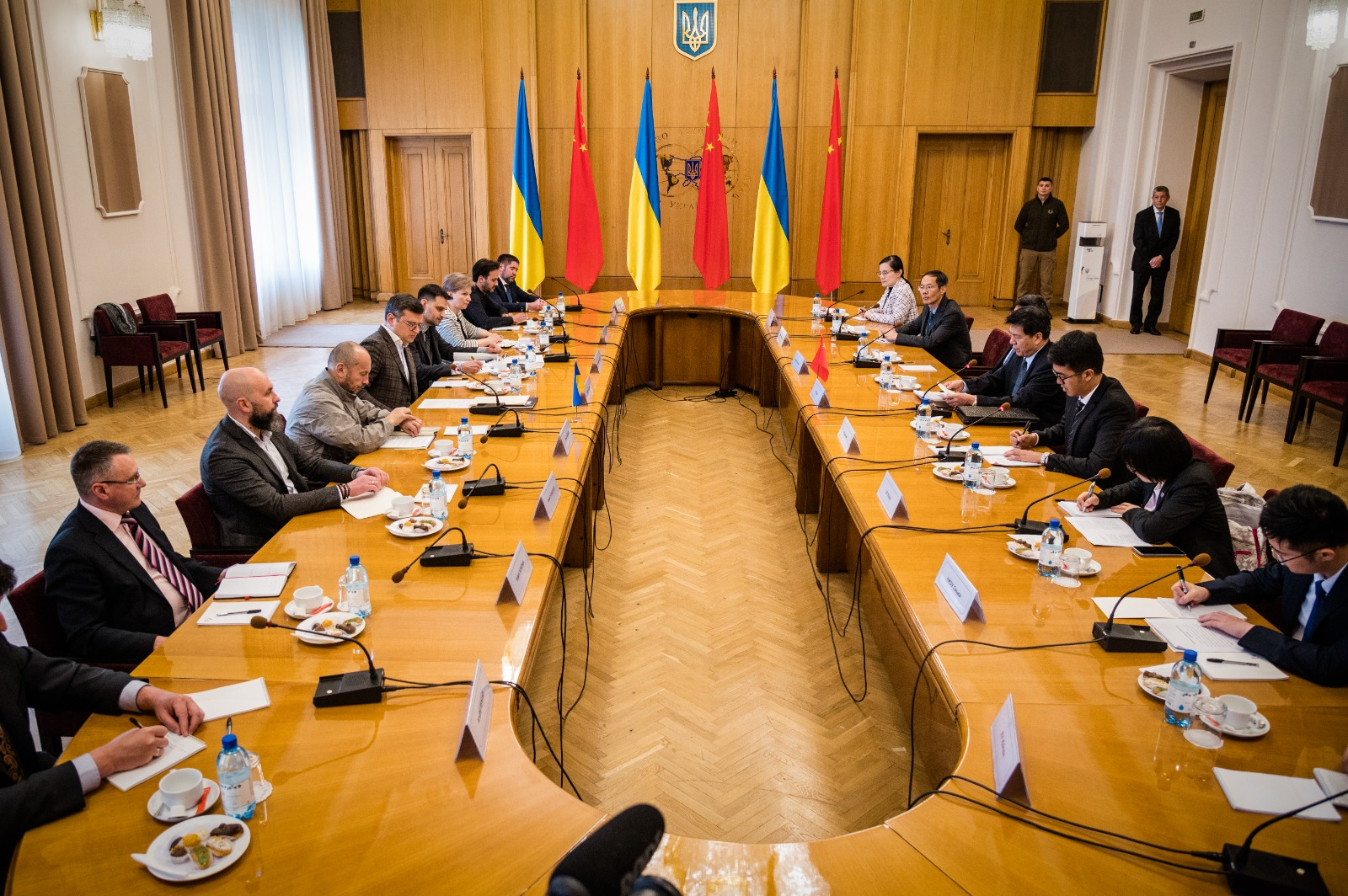
O enviado chinês para a paz, Li Hui, se reúne com o ministro das Relações Exteriores da Ucrânia, Dmytro Kuleba, em Kiev, 17 de maio de 2023

A porta-voz do Ministério das Relações Exteriores da Rússia, Maria Zakharova, respondeu dizendo que a Rússia apreciava o esforço de Pequim para resolver o conflito de maneira pacífica, mas que a Rússia estava "aberta para alcançar os objetivos da operação militar especial por meios políticos e diplomáticos" e que isso implicaria o reconhecimento das "novas realidades territoriais" na Ucrânia, referindo-se à anexação pela Rússia das regiões de Donetsk, Quérson, Lugansk e Zaporíjia. O porta-voz de Putin, Dmitry Peskov, disse que "por enquanto, não vemos nenhuma das condições necessárias para levar essa história toda em direção à paz".
Em 7 de março de 2023, o ministro das Relações Exteriores da China, Qin Gang, comentou: "A crise na Ucrânia parece ser impulsionada por uma mão invisível que busca a prolongação e a escalada do conflito". Ele insistiu que sanções e pressão política não resolverão o problema. Qin também afirmou que Pequim não forneceu armas para nenhum dos lados do conflito na Ucrânia. Ele acrescentou que "o processo de negociações de paz deve começar o mais rápido possível". A República Popular da China tem defendido negociações de paz desde o início do conflito para abordar as preocupações legítimas de segurança de todas as partes envolvidas.
Antes de sua visita à Rússia de 20 a 22 de março de 2023, Xi Jinping afirmou que a proposta de paz da China para encerrar a guerra Russo-Ucraniana refletia a opinião mundial. O secretário de Estado dos Estados Unidos, Antony Blinken, questionou a proposta de paz da China, dizendo que "o mundo não deve ser enganado por qualquer movimento tático da Rússia, apoiado pela China ou por qualquer outro país, para congelar a guerra em seus próprios termos".
Em 26 de abril de 2023, o líder chinês Xi Jinping ligou para o presidente ucraniano Volodymyr Zelensky, mais de um mês após a cúpula de Xi com o presidente russo Vladimir Putin. De acordo com Steve Tsang, "não há indicação de que Xi esteja tentando fazer com que Putin ou a Rússia façam concessões de qualquer tipo (e) o comunicado chinês (da ligação) não inclui nada concreto que possa iniciar um processo de paz".
Em maio de 2023, autoridades europeias criticaram o plano de paz da China como uma tentativa de "congelar" o conflito e dividir o Ocidente ao pressionar por um cessar-fogo na Ucrânia.

## Acordos relacionados às exportações de grãos
A Rússia e a Ucrânia assinaram acordos com a Turquia e as Nações Unidas em 22 de julho de 2022, com o objetivo de garantir as exportações via Mar Negro de grãos de ambos os países e fertilizantes da Rússia, para amenizar a escassez em países em desenvolvimento. No dia seguinte, a Rússia lançou mísseis contra a cidade portuária de Odessa, pela qual os grãos ucranianos são escoados, e declarou formalmente os portos ucranianos como inseguros. Como resultado do acordo, o primeiro carregamento de grãos ucranianos com destino a destinos internacionais começou em 1.º de agosto de 2022.

## Pesquisas de opinião
Na pesquisa conduzida pelo Instituto Internacional de Sociologia de Kiev (KIIS) entre 13 e 18 de maio de 2022, 82% dos ucranianos disseram que não apoiavam concessões territoriais para a Rússia, mesmo que isso significasse prolongar a guerra. Outra pesquisa do KIIS realizada em setembro de 2022 constatou que 87% dos ucranianos se opunham a quaisquer concessões territoriais para a Rússia. Uma pesquisa Gallup realizada na Ucrânia no início de setembro de 2022 mostrou que 70% dos ucranianos querem continuar a guerra com a Rússia até alcançarem a vitória, enquanto apenas 26% são favoráveis a negociações para encerrar a guerra o mais rápido possível.
De acordo com uma pesquisa realizada pelo Levada Center no final de outubro de 2022, 57% dos entrevistados russos eram a favor do início de negociações de paz com a Ucrânia, enquanto 36% preferiam a continuação das hostilidades.
Uma pesquisa de opinião conduzida na Alemanha pelo Forsa e publicada em janeiro de 2023 constatou que mais de 80% acreditavam que era mais importante encerrar a guerra por meio de negociações do que para a Ucrânia vencer, enquanto apenas 18% discordavam. Uma pesquisa da YouGov mostrou que em fevereiro de 2023, 63% dos entrevistados na Suécia queriam apoiar a Ucrânia em uma guerra com a Rússia até que as tropas russas deixassem todos os territórios ocupados, mesmo que isso significasse prolongar a guerra. Na Dinamarca, os números correspondentes foram 56%; no Reino Unido 53%, nos Estados Unidos 46%, na Espanha 44%, na Alemanha 40%, na França 37% e na Itália 29%.